# Верхнеадагум
Верхнеадагум — хутор в Крымском районе Краснодарского края.
Входит в состав Крымского городского поселения. В рамках административно-территориального устройства относится к Нижнебаканскому сельскому округу.

## География и климат
Хутор Верхнеадагум (ранее Верхний Адагум) находится в трёх километрах западнее города Крымск. Название поселения происходит от протекающей здесь небольшой речки Адагум (река) (Адагумка). На улице Смирнова расположена железнодорожная платформа 765, на которой четыре раза в день останавливается электропоезд "Краснодар-Новороссийск".
Климат умеренно-континентальный. Лето: Средние показатели самого жаркого месяца +24,1, при этом максимальная температура зафиксирована в 1971 году +41,5. Зима: Средние показатели самого холодного месяца +3,3 , минимальная температура зафиксирована в 2006 году -28,8.

### Улицы
- ул. Баканская,
- ул. Береговая,
- ул. Смирнова,
- ул. Центральная,
- ул. Шоссейная.
- ул. Кольцевая
- ул. Кленовая

## История
Хутор был основан в конце XIX века казаками-переселенцами из северного Приазовья. В 30-е годы XX века здесь был создан колхоз "Политотделец", благодаря чему, до сих пор вторым названием хутора является - Политотдел. Впоследствии колхоз был объединён с колхозом "Красный Неберджай". Новое укрупнённое хозяйство получило название "Колхоз имени Советской Армии". Во время Великой Отечественной войны в этих местах проходили ожесточённые бои, следы от которых в виде окопов и разрушенных блиндажей можно обнаружить и сегодня. Освободили от фашистских захватчиков хутор в начале мая 1943 года. В 60-70-х годах хутор был на пике своего развития. В населённом пункте имелась начальная школа, медпункт, клуб (кинотеатр) "1 мая", магазин. В настоящее время население значительно сократилось, а из благ цивилизации остался только торговый ларёк.

## Население
| 2002 | 2010 | 2014 | 2016 | 2018 | 2019 |
| ---- | ---- | ---- | ---- | ---- | ---- |
| 298  | ↘266 | ↘254 | ↗262 | ↘256 | →256 |
| 2020 | 2021 | 2023 |      |      |      |
| ↗261 | ↘193 | →193 |      |      |      |